# Латвия на Европейских играх 2015
Латвия на I Европейских играх, которые прошли в июне 2015 года в столице Азербайджана, в городе Баку, была представлена 67 спортсменами в 17 видах спорта..

## Награды

### Золото
| Золото |                                 |                         |
| #      | Спортсмены                      | Вид спорта (дисциплина) |
| 1      | Мартиньш Плявиньш, Харалд Регжа | Пляжный волейбол        |

### Бронза
| Бронза |                      |                            |
| #      | Спортсмены           | Вид спорта (дисциплина)    |
| 1      | Анастасия Григорьева | Борьба (женщины, до 63 кг) |

## Состав команды
Борьба
Греко-римская борьба
- Чеславс Бестенис
- Кристапс Калнакарклис
- Евгений Кольцов
- Игорь Костин

Велоспорт
 Велоспорт-маунтинбайк
- Амис Петерсонс

 Карате
- Руслан Садыков

 Триатлон
- Андрей Дмитриев

## Результаты

### Борьба
В соревнованиях по борьбе разыгрывалось 24 комплекта наград. По 8 у мужчин и женщин в вольной борьбе и 8 в греко-римской. Турнир проходил по олимпийской системе с выбыванием. В утешительный раунд попадали участники, проигравшие в своих поединках будущим финалистам соревнований. Каждый поединок состоит из двух раундов по 3 минуты, победителем становится спортсмен, набравший большее количество баллов. По окончании схватки, в зависимости от результатов в каждом из раундов спортсменам начисляются классификационные очки.
Мужчины
Греко-римская борьба
Легенда: 

VT — победа на туше; 

PP — победа по очкам с техническим баллом у проигравшего; 

PO — победа по очкам без технического балла у проигравшего; 

SP — техническое превосходство, победа по очкам с разницей более, чем в 6 баллов с техническим баллом у проигравшего; 

ST — техническое превосходство, победа по очкам с разницей более, чем в 6 баллов без технического балла у проигравшего; 

| Соревнование | Спортсмены            | Первый раунд                   | 1/8 финала                | Четвертьфинал        | Полуфинал            | Финал                | Место |
| Соревнование | Спортсмены            | Соперник Результат             | Соперник Результат        | Соперник Результат   | Соперник Результат   | Соперник Результат   | Место |
| ------------ | --------------------- | ------------------------------ | ------------------------- | -------------------- | -------------------- | -------------------- | ----- |
| до 66 кг     | Кристапс Калнакарклис | Д. Каскавилья (ITA) П 1:3 (PP) | Завершил выступление      | Завершил выступление | Завершил выступление | Завершил выступление | 20    |
| до 75 кг     | Евгений Кольцов       | Э. Кус (TUR) П 1:4 (SP)        | Завершил выступление      | Завершил выступление | Завершил выступление | Завершил выступление | 17    |
| до 80 кг     | Чеславс Бестенис      | не участвовал                  | С. Чеби (TUR) П 0:4 (ST)  | Завершил выступление | Завершил выступление | Завершил выступление | 18    |
| до 98 кг     | Игорь Костин          | не участвовал                  | А. Варга (HUN) П 0:4 (ST) | Завершил выступление | Завершил выступление | Завершил выступление | 21    |

### Велоспорт

#### Маунтинбайк
Соревнования по маунтинбайку проводилились в построенном специально для игр велопарке. Дистанция у мужчин составляла 36,7 км, а у женщин 27,9 км.
Мужчины
| Соревнование | Спортсмены     | Результат | Место | Отставание |
| ------------ | -------------- | --------- | ----- | ---------- |
| Кросс-кантри | Амис Петерсонс | 1:50:04   | 19    | +9:00      |

### Гребля на байдарках и каноэ
Соревнования по гребле на байдарках и каноэ проходили в городе Мингечевир на базе олимпийского учебно-спортивного центра «Кюр». Разыгрывалось 15 комплектов наград. В каждой дисциплине соревнования проходили в три этапа: предварительный раунд, полуфинал и финал.
| Соревнование     | Спортсмены   | Предварительный раунд | Предварительный раунд | Предварительный раунд | Полуфинал | Полуфинал | Полуфинал | Финал                | Финал                | Итоговое место       |
| Соревнование     | Спортсмены   | Заплыв                | Время                 | Место                 | Заплыв    | Время     | Место     | Время                | Место                | Итоговое место       |
| ---------------- | ------------ | --------------------- | --------------------- | --------------------- | --------- | --------- | --------- | -------------------- | -------------------- | -------------------- |
| K-1, 1000 метров | Алдис Вильде | 4                     | 3:46,228 (q)          | 7                     | 2         | 3:41,231  | 9         | Завершил выступление | Завершил выступление | Завершил выступление |

### Карате
Соревнования по карате проходили в Бакинском кристальном зале. В каждой весовой категории принимали участие по 8 спортсменов, разделённых на 2 группы. Из каждой группы в полуфинал выходили по 2 спортсмена, которые по системе плей-офф разыгрывали медали Европейских игр.
Мужчины
| Соревнование | Спортсмены     | Групповой этап          | Групповой этап         | Групповой этап       | Место | 1/2 финала           | Финал                | Итоговое место       |
| Соревнование | Спортсмены     | 1 поединок              | 2 поединок             | 3 поединок           | Место | 1/2 финала           | Финал                | Итоговое место       |
| ------------ | -------------- | ----------------------- | ---------------------- | -------------------- | ----- | -------------------- | -------------------- | -------------------- |
| До 75 кг     | Руслан Садыков | Группа A                | Группа A               | Группа A             | 3     | Завершил выступление | Завершил выступление | Завершил выступление |
| До 75 кг     | Руслан Садыков | Э. Эльтемур (TUR) П 0:1 | И. Никулин (UKR) Н 1:1 | Р. Агаев (AZE) П 1:3 | 3     | Завершил выступление | Завершил выступление | Завершил выступление |

### Триатлон
Соревнования по триатлону состояли из 3 этапов — плавание (1,5 км), велоспорт (40 км), бег (9,945 км).
Мужчины
| Соревнование | Спортсмены      | Плавание | Смена | Велоспорт | Смена | Бег | Итоговое время | Место | Отставание |
| ------------ | --------------- | -------- | ----- | --------- | ----- | --- | -------------- | ----- | ---------- |
| Мужчины      | Андрей Дмитриев | 22:08    | 0:49  | DNF       | DNF   | DNF | —              | —     | —          |